# Andrzej Zieliński (kierowca)

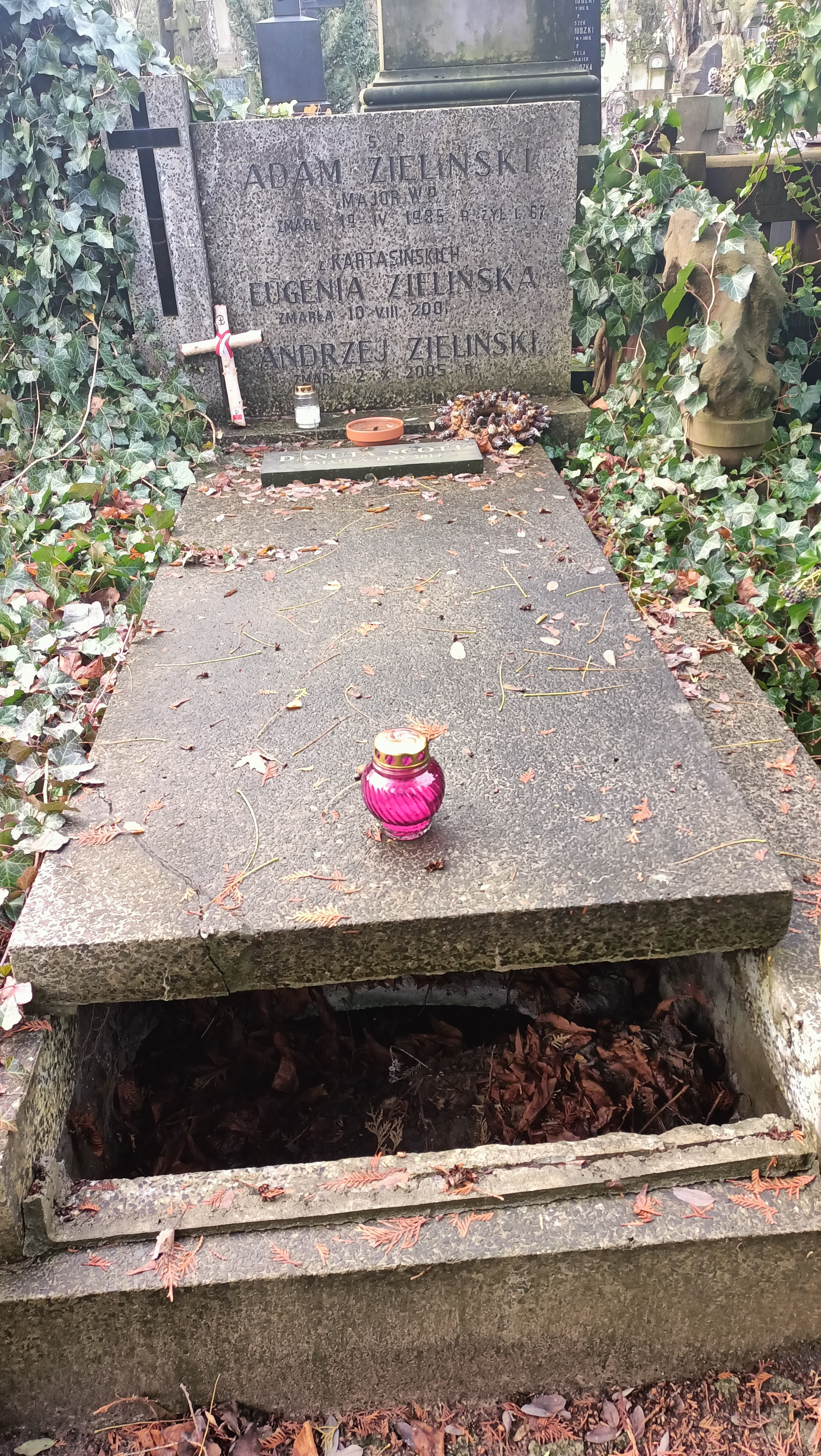
Grób kierowcy Andrzeja Zielińskiego na Cmentarzu Powązkowskim w Warszawie

Andrzej Adam Jan Zieliński (ur. 28 kwietnia 1932 w Warszawie, zm. 3 października 2005 w Ustroniu k. Wisły) – polski kierowca wyścigowy i rajdowy, pilot rajdowy, dziennikarz sportowy i radiowy, tłumacz literatury technicznej.

## Życiorys
Po wybuchu II wojny światowej jego rodzice emigrowali wraz z nim do Anglii. Po zakończeniu wojny powrócił do Polski, gdzie ukończył VI Liceum Ogólnokształcące im. Tadeusza Reytana w Warszawie (1950) i studia wyższe z zakresu filologii angielskiej na Uniwersytecie Warszawskim (1953). W latach 1953−1970 pracował w Polsce jako tłumacz literatury technicznej i dziennikarz, m.in. w tygodniku „Auto Moto Sport”, oraz sprawozdawca imprez samochodowych. W latach 1960–1970 aktywny jako kierowca wyścigowy i rajdowy. W latach 1982−1994 redaktor Dziennika Radiowego w Rozgłośni Polskiej Radia Wolna Europa w Monachium. W 1994 powrócił do Polski.

## Kariera sportowa
Wraz z Markiem Wachowskim ustanowił rekordy długodystansowe na torze FSO: motocyklem WFM Osa (24 godziny) oraz samochodem FSO Syrena (72 godziny). W 1960 roku zadebiutował w WSMP, rywalizując pojazdem marki SAM. W tym samym roku był pilotem Jana Wójtowicza w RSMP. W roku 1961 w WSMP zmienił pojazd na Raka i zajął ósme miejsce w klasyfikacji końcowej. W RSMP natomiast rywalizował NSU Prinzem jako pilot Adama Wędrychowskiego. Wystartował również jako kierowca Mercedesem 220 SE w Rajdzie Polski, gdzie zajął pierwsze miejsce w kat. A kl. X-XIII. W sezonie 1962 był pilotem Wędrychowskiego, rywalizującego Renault Dauphine. Załoga wygrała Rajd Warszawski i zdobyła mistrzostwo klasy 3. W roku 1966 pełnił funkcję pilota Ksawerego Franka, który wygrał klasę B3 w Rajdzie Dolnośląskim. W 1967 roku powrócił do WSMP, rozgrywanej wówczas w klasie Formuły 3. Zajął wówczas trzecią pozycję w wyścigu w Puławach oraz szóste miejsce w klasyfikacji końcowej. W sezonie 1968 był trzeci w klasyfikacji kierowców.

### Wyniki w Polskiej Formule 3
| Legenda oznaczeń w tabelach wyników Wyświetl szablon na nowej stronie | Legenda oznaczeń w tabelach wyników Wyświetl szablon na nowej stronie                                                                     |
| Oznaczenie                                                            | Wyjaśnienie |
| --------------------------------------------------------------------- | --- |
| Złoty                                                                 | Zwycięzca lub mistrzostwo |
| Srebrny                                                               | 2. miejsce lub wicemistrzostwo |
| Brązowy                                                               | 3. miejsce lub II wicemistrzostwo |
| Zielony                                                               | Ukończył, punktował (w klasyfikacji generalnej, gdy zdobył co najmniej jeden punkt na przestrzeni sezonu, poza trzema powyższymi opcjami) |
| Niebieski                                                             | Ukończył, nie punktował (w klasyfikacji generalnej, gdy nie zdobył co najmniej jednego punktu na przestrzeni sezonu)                      |
| Czerwony                                                              | Nie zakwalifikował się (NZ) |
| Czerwony                                                              | Nie prekwalifikował się (NPK) |
| Różowy                                                                | Nie ukończył (NU) |
| Różowy                                                                | Niesklasyfikowany (NS) (w klasyfikacji generalnej, gdy nie został sklasyfikowany w żadnym wyścigu sezonu)                                 |
| Czarny                                                                | Zdyskwalifikowany (DK) |
| Czarny                                                                | Wykluczony (WYK/EX) |
| Biały                                                                 | Nie wystartował (NW) |
| Biały                                                                 | Kontuzjowany (K/INJ) |
| Biały                                                                 | Wyścig odwołany (OD/C) |
| Bez koloru                                                            | Został wycofany (WYC/WD) |
| Bez koloru                                                            | Nie przybył (NP/DNA) |
| Bez koloru                                                            | Nie brał udziału w treningach (NT/DNP) |
| Bez koloru                                                            | Nie został zgłoszony (–) |
| Pogrubienie                                                           | Start z pole position |
| Kursywa                                                               | Najszybsze okrążenie wyścigu |
| †                                                                     | Nie ukończył, ale jego rezultat został zaliczony ze względu na przejechanie więcej niż 90% dystansu wyścigu.                              |
| *                                                                     | Sezon w trakcie |
| 1/2/3                                                                 | Punktowana pozycja w sprincie kwalifikacyjnym                                                                                             |
| Lista systemów punktacji Formuły 1                                    | |

| Rok  | Zespół                   | Samochód      | Silnik | Wyniki w poszczególnych eliminacjach | Wyniki w poszczególnych eliminacjach | Wyniki w poszczególnych eliminacjach | Pkt. | Msc. |
| ---- | ------------------------ | ------------- | ------ | ------------------------------------ | ------------------------------------ | ------------------------------------ | ---- | ---- |
| 1967 |                          |               |        |                                      |                                      |                                      | 4    | 6    |
| 1967 | Automobilklub Warszawski |               |        | NU                                   | -                                    | 3                                    | 4    | 6    |
| 1968 |                          |               |        |                                      |                                      |                                      | 7    | 3    |
| 1968 | Automobilklub Warszawski | Promot-Rak 67 |        | 9                                    | 4                                    |                                      | 7    | 3    |